# Calligrapha androwi
Calligrapha androwi es un coleóptero de la familia Chrysomelidae.
Fue descrito científicamente por primera vez en 1995 por Clark & Cavey.